# Філофорне поле Зернова
45°31′00″ пн. ш. 31°10′40″ сх. д. / 45.51667° пн. ш. 31.17778° сх. д.
Філофорне поле Зернова — ботанічний заказник загальнодержавного значення, розташований в акваторії Чорного моря поблизу Одеської області. Площа заказника — 402500,0 га (4025 км²).
Заказник створено для охорони крупної колонії філофори, відродження флори та фауни прибережної акваторії Чорного моря, та для збереження і відтворення природної акваторії Чорного моря, що має особливу природоохоронну, наукову, естетичну та пізнавальну цінність. Заказник підпорядковано науково-дослідній установі «Український науковий центр екології моря».
Заказник створено указом Президента України № 1064/2008 від 21 листопада 2008 року.

## Територія
Площа заказника дорівнює 4025 км².
Межі заказника визначені координатами:
- 45°18′25″ пн. ш. 30°42′26″ сх. д. / 45.30694° пн. ш. 30.70722° сх. д.
- 45°54′42″ пн. ш. 30°55′05″ сх. д. / 45.91167° пн. ш. 30.91806° сх. д.
- 46°01′53″ пн. ш. 31°10′40″ сх. д. / 46.03139° пн. ш. 31.17778° сх. д.
- 45°31′05″ пн. ш. 31°42′56″ сх. д. / 45.51806° пн. ш. 31.71556° сх. д.
- 45°17′41″ пн. ш. 31°23′20″ сх. д. / 45.29472° пн. ш. 31.38889° сх. д.